# Cornutrypeta svetlanae
Cornutrypeta svetlanae är en tvåvingeart som beskrevs av Richter och Shcherbakov 2000. Cornutrypeta svetlanae ingår i släktet Cornutrypeta och familjen borrflugor. Inga underarter finns listade i Catalogue of Life.